# 43
Вижте пояснителната страница за други значения на 43.
43 (четиридесет и трета) година е обикновена година, започваща в понеделник по юлианския календар.

## Събития

### В Римската империя
- Трета година от принципата на Тиберий Клавдий Цезар Август Германик (41-54 г.)
- Луций Вителий (II път) и император Клавдий (III път) стават консули на Римската империя и след три месеца са сменени от суфектконсулите Секст Палпелий Хистер, Авъл Габиний Секунд и Луций Педаний Секунд.

#### В Британия
- Британски поход на Авъл Плавций с 20 000 войници (по нареждане на император Клавдий). Южна Британия става римска.

#### В Мала Азия
- Ликия е присъединена към империята като провинция.[1]

## Починали
- Юлия Друза, дъщеря на младия Юлий Цезар Друз и Ливила (родена 5 г.)